# Recompensa
Recompensa é o reconhecimento de um ato louvável, conseguir algo bom por fazer uma dada tarefa. É o oposto da punição.
Ideias como o risco e a recompensa, recompensa e castigo são baseadas na ideia de que as pessoas fazem as coisas, ou deixam de fazer coisas, para obter recompensas. Em psicologia, existe a ideia de que o treinamento de condicionamento e emoções (fatores afetivos) são muito mais importantes do que as recompensas ou punições dadas por outros.
A recompensa pode ser em coisas materiais (dinheiro, comida etc.), ou em comendas especiais, palavras, doações, carícias ou incentivos. A recompensa é ainda parcialmente sentida por uma apreciação do desempenho através da reação (aplausos) do público numa boa exibição de peça teatral, por exemplo. 
As recompensas podem, ainda, ser classificadas em intrínsecas e extrínsecas. Numa organização, como é o caso de uma empresa, as primeiras referem-se ao salário base, a incentivos, benefícios sociais ou símbolos de estatuto. Quanto às segundas, correspondem a recompensas que decorrem do próprio trabalho quanto ao sentido de gratificação que o mesmo dá ao praticante.
Uma forma especial de recompensa é a recompensa pública ou privada oferecida para provas de crimes que levem à prisão de um delinquente. Esta recompensa sob a forma de dinheiro é, geralmente, anunciada em cartazes. 

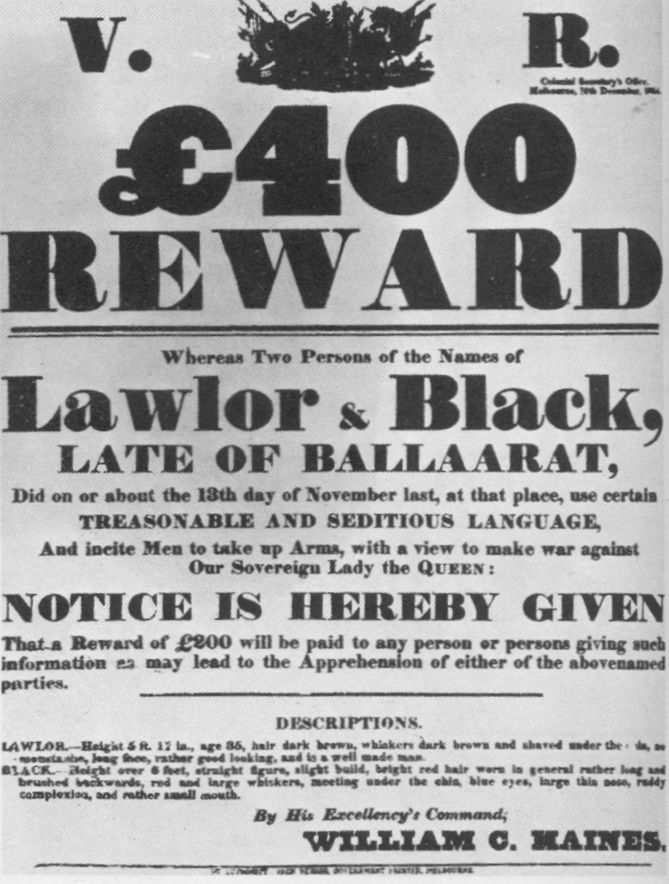
Cartaz anunciando recompensa a quem ajudasse a capturar os revoltosos da Eureka Stockade.

Na tentativa de capturar criminosos e outras pessoas com más intenções, o governo oferece dinheiro para muitas pessoas. Esse dinheiro é dado a pessoas que possam capturar o criminoso, ou dar informações que ajudem a polícia a capturá-lo. Por exemplo, após a rebelião Eureka Stockade em Ballarat, em Victoria, na Austrália, em 1854, o governo ofereceu uma grande recompensa de 400 libras para a captura das pessoas que haviam iniciado a rebelião.
Mas também existem as recompensas para a localização de um item perdido ou roubado.
O condicionamento clássico dos animais também é fruto de recompensas. Com este tipo de formação, se premia principalmente através de alimentos. 